# Tubero (anatomia patologica)
I tuberi sono neoformazioni benigne di origine amartomatosa che possono svilupparsi nel cervello a causa di un'anomala proliferazione di cellule di origine gliale presenti nella corteccia cerebrale. 
Si riscontrano caratteristicamente nella sclerosi tuberosa, una sindrome neurocutanea caratterizzata dalla presenza di formazioni amartomatose in vari organi tra cui i reni, la cute, il cervello, il cuore, i polmoni.
Istopatologicamente sono astrocitomi a cellule giganti e sono zone potenzialmente epilettogene; possono andare incontro a calcificazione o degenerazione cistica.